# Ludwig Klimek
Ludwig Klimek, auch Ludwik Klimek, Künstlername Ludovic (* 1912 in Skotschau, Österreich-Ungarn; † vor 10. Dezember 1992 in Nizza, Frankreich) war ein polnischer Künstler, der seit dem Jahr 1939 in Frankreich lebte und als Maler wirkte.

## Leben und Wirken

### Jugend und Bildung
Die Großfamilie lebte mit zwölf Kinder in Skotschau, damals im Österreich-Ungarn, und der Vater führte einen Laden als Kaufmann. Mit der Gründung der Zweiten Polnischen Republik im November 1918 gehörte die Region mit Skoczów dem Staatsgebiet Polens an. Nach der Matura in Cieszyn begann Klimek das Studium der Kunst und Malerei an der Akademie der Bildenden Künste Krakau und reiste anschließend im Frühjahr 1939 als Stipendiat nach Paris. Er besuchte oftmals den Louvre und bewunderte die Kunstwerke des Tizians, Francisco de Goyas, Nicolas Poussins und Peter Paul Rubens im Original. Nach dem Überfall auf Polen im September 1939 blieb er in Paris.

### Künstlerisches Wirken
Klimek bebilderte ein Märchenbuch, das im Jahr 1946 in der polnischen Sprache in Paris erschien. Nach dem Einmarsch der deutschen Wehrmacht in Paris floh er nach Südfrankreich und fand Zuflucht in Aix-en-Provence – nach 1947 zog er an Golfe du Lion und lebte in Menton. Während seiner malerischen Arbeiten 1951–1952 in Vallauris lernte er Pablo Picasso kennen, der dort 1948–1955 lebte. Er lernte ebenfalls Marc Chagall kennen und war mit ihm jahrelang befreundet. Gemeinsam mit Henri Matisse, der in Vence lebte, begründete er im Jahr 1951 die Biennale Internationale d’Art de Menton und stelle dort seine Kunstwerke bis 1972 aus. In den Jahren 1951 und 1953 erhielt er für seine Bilder den zweiten Preis.
Klimek schaffte etwa 3000 Kunstwerke – meistens als Ölmalerei auf Leinwand, weniger als Aquarell, Pastellmalerei und Gouache. Der lang andauernden Erkrankung des Sohnes wegen verkaufte er einen Großteil seiner Kunstwerke.
In seinen Kunstwerken kommen oftmals badende weibliche Gestalten, Najaden, Nixen, Heliaden, Sirenen als geistliche Entlehnungen aus Mythen und Sagen wie auch Landschaften und Stilllebenmalerei vor.
Klimeks Bestattung fand am 11. Dezember 1992 in Antibes statt, das Sterbedatum ist nicht bekannt.

## Kunstwerke (Auswahl)
| - 1946: Niçoise au chapeau, Kohlestift - 1949: Les Amants, Öl auf Holz - 1950: Landscape, Öl auf Leinwand - 1951: Paysage de bord de mer, Öl auf Leinwand - 1954: La Fleur de Bananer, Öl auf Leinwand - 1955: Ruelle animée avec Palmier, Öl auf Leinwand - 1956: Nature morte à la Guitarre, Öl auf Leinwand - 1956: Les Voiliers, Öl auf Leinwand - 1957: Madridene au Bouquet de Fleurs - 1963: Les Naïades, Öl auf Leinwand - 1963: Composition, Pastell - 1964: Baigneuses et jouner de Guitarre - 1965: La plaque des Intellectueles, Öl auf Leinwand - 1966: Diane du bain, Öl auf Leinwand | - 1972: La femme fleur, Öl auf Leinwand - 1973: Nu au chapeau, Öl auf Papier - 1974: Les trois Graces, Aquarell - 1975: Jeune femme à la Colombe et aux fleurs, Mischtechnik auf Papier - 1978: Fleurs et fruits, Öl auf Leinwand - 1978: Vase de fleurs, Öl auf Papier - 1977: Odalisque, Aquarell - 1980: Fruits, Öl auf Leinwand - 1995: Maternité au figuier, Öl auf Leinwand - 1998: Jeune femme à sa toilette, Farbstift - 1998: Baigneuses – Hommage à Jean Cocteau, Aquarelle - 1998: Femme au miroir, Pastell - 1998: L’orientale |

## Auszeichnungen
- 1951: Silbermedaille – Première Biennale Internationale d’Art de Menton[4]
- 1953: Silbermedaille – Deuxième Biennale Internationale d’Art de Menton

## Kinderliteratur
- mit Irena Lewulis, Bronisław Kamiński: Bajki. Impr. les Presses rapides, Paris 1946.